# Рилајанс (Вајоминг)
Рилајанс (енгл. Reliance) насељено је место без административног статуса у америчкој савезној држави Вајоминг.

## Демографија
По попису из 2010. године број становника је 714, што је 49 (7,4%) становника више него 2000. године.
| Група             | 2000.       | 2010.       |
| Белци             | 583 (87,7%) | 603 (84,5%) |
| Афроамериканци    | 6 (0,9%)    | 3 (0,4%)    |
| Азијати           | 2 (0,3%)    | 1 (0,1%)    |
| Хиспаноамериканци | 53 (8,0%)   | 88 (12,3%)  |
| Укупно            | 665         | 714         |